# Бургуњаг
Бургуњаг (фр. Bourgougnague) насеље је и општина у југозападној Француској у региону Аквитанија, у департману Лот и Гарона која припада префектури Марманд.
По подацима из 2011. године у општини је живело 270 становника, а густина насељености је износила 23,02 становника/km². Општина се простире на површини од 11,73 km². Налази се на средњој надморској висини од 125 метара (максималној 131 m, а минималној 53 m).

## Демографија
| 1962. | 1968. | 1975. | 1982. | 1990. | 1999. | 2011. |
| ----- | ----- | ----- | ----- | ----- | ----- | ----- |
| 176   | 239   | 224   | 254   | 256   | 233   | 270   |

График промене броја становника у току последњих година